# 정덕왕후
정덕왕후 류씨(貞德王后 柳氏)는 고려 태조의 왕후이다. 본관은 정주(貞州), 성은 류씨(柳氏)이다. 문하시중 류덕영(柳德英)의 딸이다.
태조가 즉위 후 세 번째로 맞아들인 왕후이며, 제1왕후인 신혜왕후(神惠王后)와 본관이 같다. 신혜왕후가 자식을 낳지 못하자 같은 집안의 딸을 다시 왕후로 맞은 것으로 보인다.

## 생애
태조가 즉위한 뒤 세 번째로 맞아들인 왕후로 제1후 신혜왕후(神惠王后)와 성과 본향이 같다. 제1후 유씨에게 소생이 없는 점을 감안하여 같은 집안의 딸을 다시 맞아들인 것으로 생각된다. 태조와의 사이에 왕위군(王位君) 인애군(仁愛君) 원장태자(元莊太子) 등의 왕자와 문혜(文惠)선의(宣義)왕후와 성명미상의 공주를 두었다. 이들은 태조의 제3후 신명순성왕후(神明順成王后)계 및 제4후 신정왕후 황보씨(神靜王后)계와 상호 연결된 혼인관계를 맺으면서 고려 초기의 정치적 변동기에 중요한 왕실세력의 하나로 남아 있었다.

## 가족 관계
- 아버지 : 시중(侍中) 류덕영(柳德英)
- 어머니 : 미상
  - 남편 : 태조(太祖, 877 ~ 943)
    - 아들 : 왕위군(王位君)
    - 아들 : 인애군(仁愛君)
    - 아들 : 원장태자(元莊太子)
    - 아들 : 조이군(助伊君)
    - 딸  : 문혜왕후(文惠王后)
      - 외손녀 : 헌의왕후(獻懿王后)

    - 딸 : 선의왕후(宣義王后)
      - 외손자 : 장남 효덕태자(957~ ?)
      - 외손자 : 차자 성종(成宗, 960 ~ 997)
      - 외손자 : 삼남 경장태자(962 ~ ?)
      - 외손녀 : 네째 장녀 헌애왕후(獻哀王后, 964 ~ 1029)
      - 외손녀 : 다섯째 차녀 헌정왕후(獻貞王后, ? ~ 992/993)

    - 딸 : 공주 왕씨(公主 王氏) - 의성부원대군의 아내